# Вулиця Івана Котляревського (Тернопіль)
Вулиця Івана Котляревського — вулиця в мікрорайоні «Новий світ» міста Тернополя. Названа на честь українського письменника Івана Котляревського.

## Відомості
Розпочинається від вулиці Броварної, пролягає на схід до вулиці Транспортної, де і закінчується. На вулиці розташовані як приватні, так і багатоквартирні будинки.

## Дотичні вулиці
Лівобічні: Івана Вагилевича
Правобічні: Академіка Івана Горбачевського

## Транспорт
На вулиці знаходяться 2 зупинки громадського транспорту, до яких курсує  автобус №26А.

## Установи
- Пожежно-рятувальна частина (Івана Котляревського, 24)
- Міськрайонний суд (Івана Котляревського, 34)

## Комерція
- Продуктовий магазин «Наш Край Експрес» (Івана Котляревського, 10)